# モデル連続殺人!
『モデル連続殺人!』（モデルれんぞくさつじん!、原題：Sei donne per I'assassino）は、1964年制作のイタリアのサスペンス映画（ジャッロ映画）。マリオ・バーヴァ監督。

## あらすじ
ファッションモデルのイザベルが何者かに惨殺された。彼女は生前、1冊の日記帳を付けていた。その日記帳は彼女のモデル仲間に次々と渡って行くが、彼女たちもまた何者かに惨殺されていく。どうやら、その日記帳の内容を知られると困る人物の仕業のようだ。

## キャスト
- クリスティアーナ：エヴァ・バルトーク
- モルラキ：キャメロン・ミッチェル
- 警部：トマス・レイネル
- タオ・リー：クロード・ダンテス
- フランコ：ダンテ・ディ・パオロ
- グレタ：リー・クルーガー
- ペギー：メアリー・アルデン
- ニコル：アリアンナ・ゴリニ
- イザベラ：フランチェスカ・ウンガロ